# Треппинг

Треппинг — применяемый на допечатной стадии полиграфического процесса (при изготовлении макета) приём маскировки дефектов приводки. Заключается в утолщении контуров плашек на определённую величину для предотвращения образования зазоров на стыке двух областей разного цвета из-за несовмещения цветов при многокрасочной типографской печати.
Друг на друга объекты можно наложить двумя способами: knockout (вырезание фона границами объекта) и оверпринт (перекрытие объектом фона).
Треппинг (маскирование) способом knockout можно осуществить двумя путями: за счёт расширения границы объекта и запечатывания фона (spreading) и наложения края фона на объект с частичным его запечатыванием (choking).
Применение треппинга в полиграфическом процессе обусловлено просвечиванием белой бумаги в местах неточной приводки, что может быть следствием деформации бумаги в печатном станке, смещения плёнок или типографских печатных форм и т. п., что особенно заметно, когда на цветном фоне печатаются цветные линии и буквы — между двумя формами одного цвета возникают зазоры в виде белых полос. При печати полутоновых цветных изображений треппинг применяется крайне редко из-за возможного нарушения цветового баланса и распределения тонов.
Для создания контура треппинга в большинстве случаев используют осветление — вокруг объекта пускают контур того же, но менее насыщенного цвета (за исключением чёрного цвета — здесь обводка только чёрная).